# Стајлсвил (Индијана)
Стајлсвил (енгл. Stilesville) град је у америчкој савезној држави Индијана.

## Демографија
По попису из 2010. године број становника је 316, што је 55 (21,1%) становника више него 2000. године.
| Група             | 2000.       | 2010.       |
| Белци             | 256 (98,1%) | 307 (97,2%) |
| Афроамериканци    | 0 (0,0%)    | 1 (0,3%)    |
| Азијати           | 0 (0,0%)    | 0 (0,0%)    |
| Хиспаноамериканци | 2 (0,8%)    | 9 (2,8%)    |
| Укупно            | 261         | 316         |